# Ernest Bénévent
Pour les articles homonymes, voir Bénévent (homonymie).
Ernest Bénévent, né à Savines (Hautes-Alpes) le 15 septembre 1883 et mort le 1er novembre 1967 à Marseille, est un géographe français, spécialiste des Alpes.

## Biographie
Agrégé en 1919, il est nommé l'année suivante professeur de géographie à la faculté d'Aix-en-Provence dont il sera élu doyen. Il reste professeur jusqu'en 1953, âge de sa retraite, et collabore avec Hildebert Isnard qui devient son ami. À sa mort en 1967, la revue Méditerranée rend hommage à « son œuvre durable […] sur la climatologie, dont il a été, on peut le dire, le maître en France ».

## Publications
- Le Climat des Alpes françaises, thèse de doctorat, Paris, Chiron, 1926, 436 pages.
- Visages de la Provence, Paris, Horizons de France, 1950, 212 pages (en collaboration).
- Articles dans la Revue de géographie alpine.

## Référence
1. ↑  Louis Pierrein, « Nécrologie : Ernest Bénévent (1883-1967), dans Méditerranée, 9e année, no 1, 1968 ». (Texte intégral, consulté le 22 mars 2012.)